# Кокарал (Ордабасинский район)
Кокарал (каз. Көкарал, до 1999 г. — Ленино) — село в Ордабасинском районе Туркестанской области Казахстана. Входит в состав Торткольского сельского округа. Код КАТО — 514653700.

## Население
В 1999 году население села составляло 643 человека (314 мужчин и 329 женщин). По данным переписи 2009 года в селе проживало 627 человек (308 мужчин и 319 женщин).